# Ogur
Ogur (en rus: Огур) és un poble del krai de Krasnoiarsk, a Rússia, que en el cens del 2010 tenia 682 habitants. Pertany al districte de Balakhtà.